# Leon Redbone
Leon Redbone (de nombre original Dickran Gobalian; 26 de agosto de 1949 - 30 de mayo de 2019) fue un cantautor y músico estadounidense especializado en jazz, blues y clásicos del Tin Pan Alley (grupo de productores musicales radicados en Nueva York). Reconocido por su sombrero de Panamá, gafas oscuras y corbata negra, Redbone nació en Chipre de ascendencia armenia. Debutó sobre un escenario en Toronto, Canadá, a principios de la década de 1970, y apareció en cine y televisión como actor y doblador.
En sus conciertos, Redbone solía emplear un tono humorístico y mostraba su habilidad para tocar la guitarra. Entre sus chistes figuraban menciones recurrentes a la influencia del alcohol, y también solía afirmar haber escrito obras compuestas mucho antes de que él naciera (en su repertorio figuraba abundante material de la época Tin Pan Alley, alrededor de 1890 a 1910. Cantó el tema de la serie de televisión Mr. Belvedere de los años 1980 y lanzó dieciocho álbumes.

## Semblanza
Redbone siempre se mostró esquivo sobre sus orígenes, y nunca explicó la procedencia de su nombre artístico. Según un artículo del Toronto Star en la década de 1980, llegó a Canadá desde Chipre a mediados de la década de 1960 llamándose Dickran Gobaliany, y cambió su nombre mediante la Ley de Cambio de Nombre de Ontario. La investigación biográfica publicada en 2019 corroboró su nombre de nacimiento y afirmó que su familia era de origen armenio. Sus padres vivían en Jerusalén, pero huyeron en 1948 a Nicosia, Chipre, donde nació Redbone. En 1961, la familia se había mudado a Londres, Inglaterra, y en 1965 a Toronto.

### Carrera

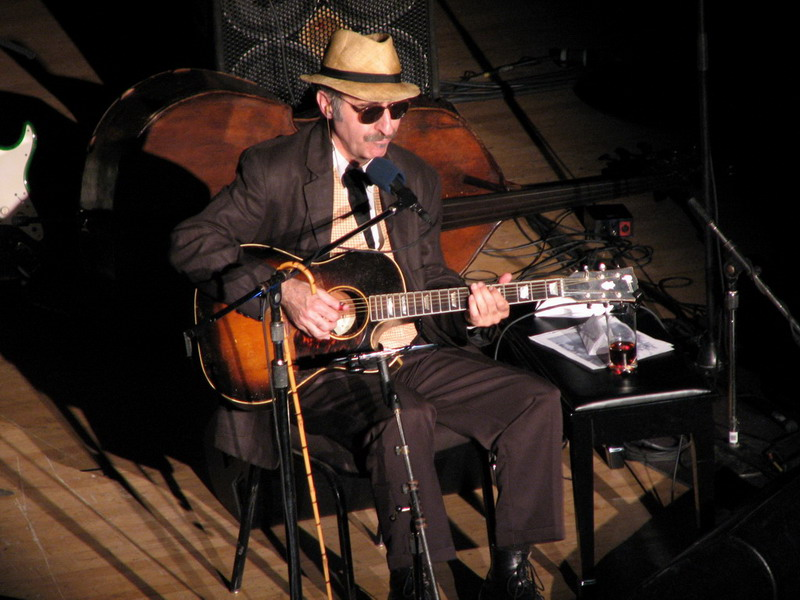
Redbone en Massey Hall, Toronto, Canadá, en 2007

Mientras vivía en Canadá a finales de la década de 1960, Redbone comenzó a actuar en público en clubes nocturnos y festivales de música folclórica del área de Toronto. Conoció a Bob Dylan en el Mariposa Folk Festival en 1972. Dylan quedó tan impresionado por la actuación de Redbone que lo mencionó en una entrevista de Rolling Stone, lo que llevó a esta revista a publicar un artículo sobre Redbone un año antes de que tuviera un contrato de grabación. El artículo describió sus actuaciones como "tan auténticas que se puede escuchar el ruido de superficie [de un viejo disco de 78 rpm]". Dylan dijo que si alguna vez hubiera creado un sello, habría firmado con Redbone. Su primer álbum, On the Track, fue lanzado por Warner Bros. Records.en 1975.
Fue presentado a un público más amplio como invitado musical ocasional en el programa de televisión Saturday Night Live de la NBC, apareciendo dos veces en la primera temporada. Durante las décadas de 1980 y 1990, Redbone fue un invitado frecuente en The Tonight Show Starring Johnny Carson. También fue invitado en A Prairie Home Companion.
Músico autodidacta, tocaba de oído, a veces cambiando los acordes de melodías establecidas, nunca ensayando con una banda y sin seguir un repertorio de canciones preestablecido. En una entrevista impresa en la edición de invierno de 2017 (No. 177) de la revista BING, la publicación del International Club Crosby, el clarinetista Dan Levinson relató cómo trabajó con Redbone:

Estuve de gira con Redbone durante 12 años. Solíamos escuchar los primeros temas de Crosby mientras estábamos en la carretera. El gusto de [Redbone] por la música era más ecléctico que el de cualquier persona que haya conocido: incluía a Emmett Miller, Blind Blake, Paganini, Caruso, Gene Austin, John McCormack, Moran and Mack, Cliff Edwards, Jelly Roll Morton, Ted Lewis, Mustafá el Castrato, el cantante húngaro Imre Laszlo, Jimmie Rodgers ('The Singing Brakeman'), cantantes de garganta de Mongolia, WC Fields, Laurel y Hardy ... y los primeros temas de Bing Crosby.

Redbone fue descrito como "tanto un artista musical como un artista escénico, cuya identidad era parte de su producción creativa". Por lo general, se vestía con atuendos que recordaban la época del vodevil, actuando con un sombrero de Panamá con una banda negra y gafas de sol oscuras, a menudo sentado en un taburete, con una bata blanca y pantalones con una corbata negra. Con su renuencia a hablar de su pasado, surgió la especulación de que "Leon Redbone" era una identidad alternativa de otro artista. Dos sugerencias comunes eran Andy Kaufman y Frank Zappa, a los que Redbone sobrevivió. Aunque a veces se le compara con Zappa y Tom Waits por "la fuerza y su extraña personalidad", tocaba exclusivamente música de décadas anteriores a la era del rock y desdeñaba el "sonido descaradamente concebido para que la gente bailara". En una entrevista de 1991, dijo: "Lo único que me interesa es la historia, repasar el pasado y sacar algo de él".
Sobrevivió a un accidente de avioneta en Clarksburg, Virginia Occidental, el 12 de febrero de 1979. Desde entonces, acudía a sus compromisos exclusivamente en automóvil, llegando a decir que: "Llevo conmigo muchos artículos y dispositivos inusuales. Hacen la vida más difícil al personal de seguridad de los aeropuertos y me hacen imposible volar".
El 19 de mayo de 2015, su publicista se refirió en su página web al preocupante estado de salud del músico, y anunció su retirada de las actuaciones y de las grabaciones.

### Muerte
Redbone murió el 30 de mayo de 2019, debido a complicaciones derivadas de un proceso de demencia. En el momento de su muerte, vivía en el condado de Bucks, (Pensilvania), y estaba recibiendo cuidados paliativos. Le sobrevivieron su esposa Beryl Handler, sus hijas Blake y Ashley y sus tres nietos.
Una declaración en el sitio web de Redbone señaló su muerte con un humor descarnado: "Con gran pesar anunciamos que esta mañana, 30 de mayo de 2019, Leon Redbone cruzó el delta hacia esa hermosa costa a la edad de 127 años". Su publicista de toda la vida, Jim Della Croce, confirmó que su edad era, de hecho, 69 años.

## Apariciones en otros medios
Una de las canciones de Redbone, "Seduced", apareció de manera destacada en la película de 1978 The Big Fix. Redbone cantó "Baby, It's Cold Outside" con Zooey Deschanel durante los créditos finales de la película de 2003 Elf, y le dio la voz al personaje Leon the Snowman en la película. En su álbum de 1987 Christmas Island, interpretó "Frosty the Snowman" con el Dr. John. También cantó el tema principal de los programas de televisión Mr. Belvedere y Harry and the Henderson.
Redbone apareció regularmente en el programa infantil de PBS Between the Lions. En Barrio Sésamo, Redbone cantó varias canciones, incluyendo "Blueberry Mouth", "Have You Ever" y "¿Qué hacen cuando van a donde vayan?" También apareció como Leon en la película de 1988 Candy Mountain, y en un episodio del programa de televisión Life Goes On. Narró el documental ganador del premio Emmy en 2011 titulado Remembering the Scranton Sirens, que celebra el excepcional, aunque poco conocido, legado musical de una de las bandas de baile "territoriales" más importantes de la historia musical estadounidense.
Actuó en varios anuncios de televisión, incluido uno de la cerveza Budweiser, en el que se recostaba sobre una tabla de surf cantando "This Bud's for You", la marca de automóviles estadounidense Chevrolet, el detergente All, y el servicio InterCity del British Rail, en el que cantó la canción "Relax". También prestó su voz a una caricatura animada de sí mismo en un comercial de comida para perros de la marca Ken-L Ration.
Redbone es el tema del cortometraje documental de 2018 Please Don't Talk About Me When I'm Gone, de Mako Funasaka, Liam Romalis y Jason Charters, producido por Riddle Films.

## Discografía
Fuente:

### Álbumes de estudio
- On the Track (Warner Bros., 1975)
- Double Time (Warner Bros., 1977)
- Champagne Charlie (Warner Bros., 1978)
- From Branch to Branch (Atco, 1981)
- Red to Blue (Sugar Hill, 1985)
- Christmas Island (Blue Thumb, 1987)
- No Regrets (Blue Thumb, 1988)
- Sugar (Rounder, 1990)
- Up a Lazy River (Blue Thumb, 1992)
- Whistling in the Wind (Private Music, 1994)
- Any Time (Rounder, 2001)
- Flying By (August, 2014)
- Long Way from Home: Early Recordings (Third Man, 2016)

### Álbumes de recopilación
- Rhino Hi-Five: Leon Redbone ( Rhino, 2007)

### Álbumes en vivo
- Live & Kickin' (Purple Pyramid / Cleopatra, 1981)
- Leon Redbone Live (Green Stone Records, 1985)
- Live! (truncated version of 1985 release) (Pair, 1991)
- Live – October 26, 1992: The Olympia Theater, Paris, France (Rounder, 2005)[32]
- Strings & Jokes: Live in Bremen 1977 (MIG, 2018)